# Mørke (by)
 For alternative betydninger, se Mørke. (Se også artikler, som begynder med Mørke)
Mørke er en by på Djursland med 1.683 indbyggere  (2024), beliggende i Mørke Sogn, 26 kilometer fra Aarhus og ca. 3 kilometer fra Rosenholm Slot, Danmarks ældste slægtsejendom. Optræder under navnet Myrki i middelalderen, et gammelt ord for "mose". Den østjyske by ligger i Syddjurs Kommune og hører til Region Midtjylland.

## I byen
Mørke er en stationsby på Grenaabanen. Fra Mørke Station er der timedrift med tog mod Grenaa og halvtimesdrift i dagtimerne mod Aarhus. I byen findes en kro og en række butikker, blandt andet en dagligvareforretning, frisør, genbrugsbutik, indramning/kunstnerartikler-butik, butik med el-artikler, smed, tekstiltryk og autoophug.
Byen har et ældrecenter og en specialskole for børn og unge med Autisme og DAMP. Mørke Folkeskole har ca. 300 elever og 35 lærere og pædagoger.
Mørke Kirke er en anseelig middelalderkirke. Skib og kor i hugne granitkvadersten er fra romansk tid, måske opført under kong Niels i begyndelsen af 1100-tallet. Siden føjedes våbenhus og tårn i munkesten til. Kirkens store vinduer er dog et resultat af en restaurering i slutningen af 1800-tallet. Kirken gennemgik en større restaurering i 2012-13.
Mørke Præstegård er en af landets smukkeste[kilde mangler]. Opført i 1703 i bindingsværk. Imidlertid blev en længe nedrevet i 1960'erne, så det i dag kun er en trelænget gård.
Mørke lå indtil 2007 i Rosenholm Kommune.

## Historie
I 1875 beskrives byen således: "Mørke med Kirke, Præstegaard, Skole, Veirmølle, Kjøbmandshandel og Bageri".
Omkring århundredeskiftet beskrives byen således: "Mørke (1416: Myrke) med Kirke, Præstegd., Skole, Sparekasse (opr. 1868; 31/3 1899 var Spar. Tilgodeh. 106,900 Kr., Rentef. 4 pCt., Reservef. 10,560 Kr., Antal af Konti 607), Mølle, Bageri, Købmandshdl., Gæstgiveri, Markedsplads (Marked i Maj og Okt.), Jærnbane-, Telegraf- og Telefonst. samt Postekspedition".

## Spillefilmen "Mørke"
Byen har givet navn til Jannik Johansens film Mørke (2005), hvis handling udspiller sig i byen.